# 9è Festival Internacional de Cinema de Moscou
El 9è Festival Internacional de Cinema de Moscou es va celebrar entre el 10 i el 23 de juliol de 1975. Els Premis d'Or foren atorgats a la pel·lícula polonesa Ziemia obiecana dirigida per Andrzej Wajda, la pel·lícula soviètico-japonesa Dersu Uzala dirigida per Akira Kurosawa i a la pel·lícula italiana C'eravamo tanto amati dirigida per Ettore Scola.

## Jurat
- Stanislav Rostotski (URSS - President)
- Sergio Amidei (Itàlia)
- Hortensia Bussi (Xile)
- Antonin Brousil (Txecoslovàquia)
- Ravjagiin Dorjpalam (Mongòlia)
- Jerzy Kawalerowicz (Polònia)
- Ramu Kariat (Índia)
- Nevena Kokanova (Bulgària)
- Komaki Kurihara (Japó)
- Ababakar Samb (Senegal)
- Jean-Daniel Simon (França)
- Iosif Kheifits (URSS)
- Sofiko Txiaureli (URSS)
- Monsef Charfeddin (Tunísia)
- Bert Schneider (USA)

## Pel·lícules en competició
Les següents pel·lícules foren seleccionades per la competició:
| Títol original                       | Director(s)          | País de producció    |
| ------------------------------------ | -------------------- | -------------------- |
| Actorul şi sălbaticii                | Manole Marcus        | Romania              |
| Den vita väggen                      | Stig Björkman        | Suècia               |
| Great Expectations                   | Joseph Hardy         | Regne Unit           |
| Souvenir of Gibraltar                | Henri Xhonneux       | Bèlgica, França      |
| Nar hirtsen jil                      | Dshamjangijn Buntar  | Mongòlia             |
| Em bé Hà Nội                         | Hải Ninh             | Vietnam del Nord     |
| Dersu Uzala                          | Akira Kurosawa       | Unió Soviètica, Japó |
| Jouluksi kotiin                      | Jaakko Pakkasvirta   | Finlàndia            |
| La casa del Sur                      | Sergio Olhovich      | Mèxic                |
| El otro Francisco                    | Sergio Giral         | Cuba                 |
| Ziemia obiecana                      | Andrzej Wajda        | Polònia              |
| Eya Dan Loku Lamayek                 | Dharmasena Pathiraja | Sri Lanka            |
| Kafr kasem                           | Borhane Alaouié      | Síria                |
| Krasnoe yabloko                      | Tolomush Okeyev      | Unió Soviètica       |
| Suna no utsuwa                       | Yoshitarō Nomura     | Japó                 |
| Selyaninat s koleloto                | Lyudmil Kirkov       | Bulgària             |
| Mes petites amoureuses               | Jean Eustache        | França               |
| Zwischen Nacht und Tag               | Horst E. Brandt      | RDA                  |
| C'eravamo tanto amati                | Ettore Scola         | Itàlia               |
| Nazareno Cruz y el lobo              | Leonardo Favio       | Argentina            |
| L'héritage                           | Mohamed Bouamari     | Algèria              |
| 141 perc a befejezetlen mondatból    | Zoltán Fábri         | Hongria              |
| La guerre du pétrole n'aura pas lieu | Souheil Ben-Barka    | Marroc               |
| Totstellen                           | Axel Corti           | Àustria, RFA         |
| Die Antwort kennt nur der Wind       | Alfred Vohrer        | RFA, França          |
| Den siste Fleksnes                   | Bo Hermansson        | Noruega              |
| Payak rai thaiteep                   | Sakka Charuchinda    | Tailàndia            |
| La Regenta                           | Gonzalo Suárez       | Espanya              |
| Rooie Sien                           | Frans Weisz          | Països Baixos        |
| Allpa Kallpa                         | Bernardo Arias       | Perú                 |
| La quema de Judas                    | Román Chalbaud       | Veneçuela            |
| Sons of Quiet أبناء الصمت            | Minir Radi           | Egipte               |
| Můj brácha má prima bráchu           | Stanislav Strnad     | Txecoslovàquia       |
| Užička republika                     | Žika Mitrović        | Iugoslàvia           |
| Xala                                 | Ousmane Sembène      | Senegal              |
| Chorus                               | Mrinal Sen           | Índia                |

## Premis
- Premis d'Or:
  - Ziemia obiecana d'Andrzej Wajda
  - Dersu Uzala d'Akira Kurosawa
  - C'eravamo tanto amati d'Ettore Scola
- Premis de Plata:
  - Chorus de Mrinal Sen
  - Můj brácha má prima bráchu de Stanislav Strnad
  - Allpa Kallpa de Bernardo Arias
- Premis especials:
  - Director: Zoltán Fábri per 141 perc a befejezetlen mondatból
  - Nar hirtsen jil de Dshamjangijn Buntar
- Premis:
  - Millor Actor Miguel Benavides per El otro Francisco
  - Millor Actor Georgi Georgiev-Getz per Selyaninat s koleloto
  - Millor Actriu Harriet Andersson per Den vita väggen
  - Millor Actriu Fatima Bouamari per L'héritage
- Diploma:
  - Kafr kasem de Borhane Alaouié
  - Užička republika de Žika Mitrović
  - Em bé Hà Nội de Hai Ninh
  - Suna no utsuwa de Yoshitarō Nomura
  - El otro Francisco de Sergio Giral
  - Actriu: Malini Fonseka per Eya Dan Loku Lamayek
- Premi FIPRESCI: Dersu Uzala d'Akira Kurosawa